# Iàkiv Batiuk

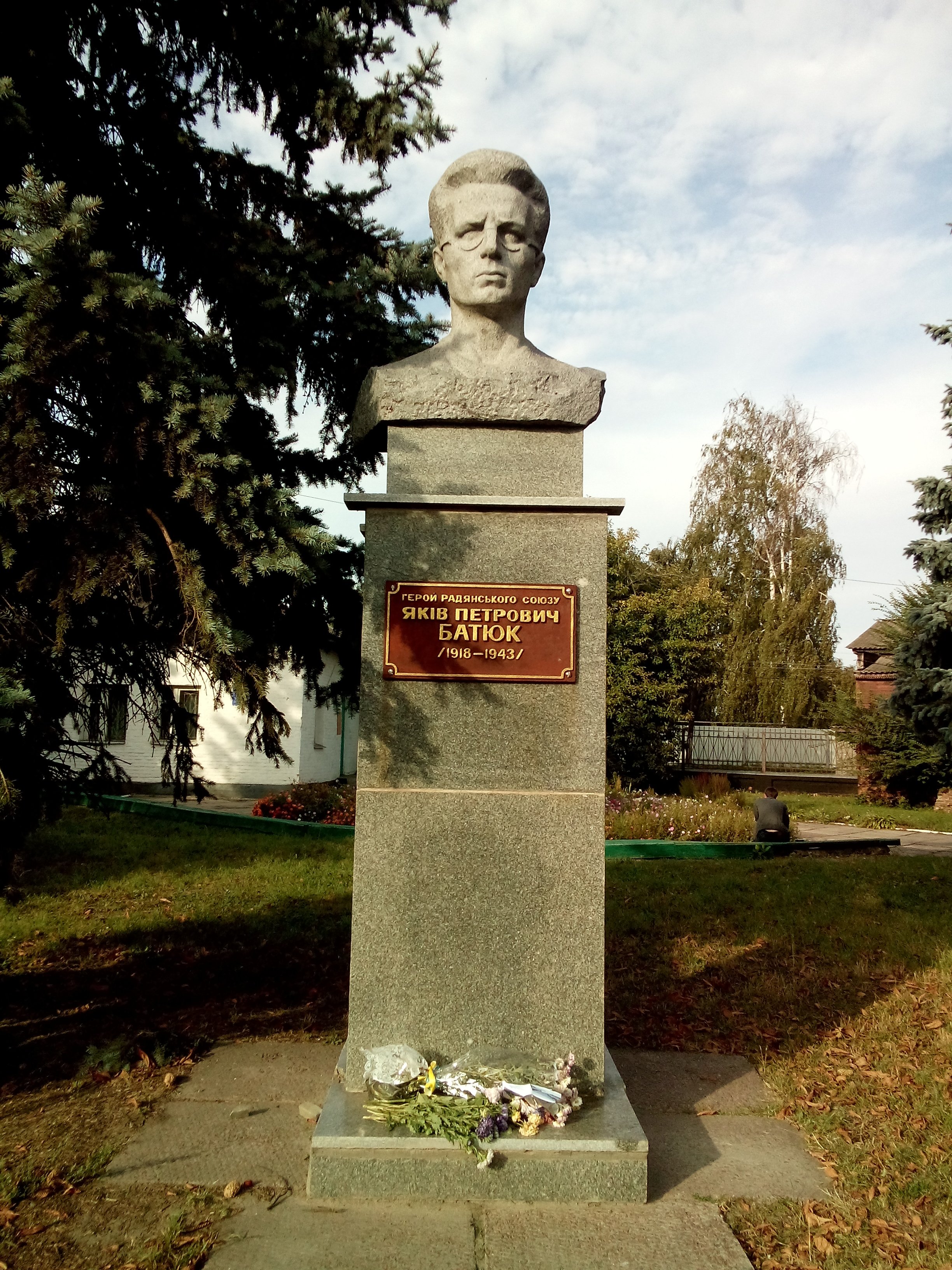
Monument de Iàkiv Batiuk a Nijin

Iàkiv Petróvitx Batiuk (en ucraïnès: Я́ків Петрóвич Батю́к) (Ríjani, 12 de maig de 1918 - Nijin, 7 de setembre de 1943) va ser un activista polític comunista ucraïnès, militant de l'organització juvenil Komsomol i líder de la seva cèl·lula clandestina a la ciutat de Nijin durant la Segona Guerra Mundial.

## Primers anys
Batiuk va néixer en el si d'una família de camperols al poble de Ríjani, des del 2020 situat al raion de Khoroixiv, oblast de Jitòmir.
En els primers anys de vida, i a conseqüència d'un accident, va perdre completament la vista, però després de graduar-se a l'escola secundària, va ingressar a la facultat de dret de la Universitat de Kíiv, on es va llicenciar el 1940. Posteriorment, va ser enviat a la regió de Txerníhiv de l'RSS d'Ucraïna com a lletrat del col·legi d'advocats de la ciutat de Nijin. En poc temps, es va guanyar el respecte de companys i veïns de la ciutat.

## Resistència antifeixista
Després de l'esclat de la Segona Guerra Mundial, va participar en tasques de resistència. El 13 de setembre de 1941, les forces armades de l'Alemanya nazi van ocupar Nijin. En aquestes condicions, va decidir crear una organització clandestina. Responsabilitzat de la creació i manteniment d'arnesos de la cavalleria de les forces d'ocupació, els treballadors a càrrec van impregnar les cordes dels arnesos amb una solució química especial preparada perquè quan es mullessin amb pluja o suor, irritessin la pell dels cavalls i quedessin fora d'acció. En total, es van arribar a fer uns nou mil jocs d'aquest tipus d'arnes. Les autoritats nazis van intentar evitar més sabotatges traslladant la fabricació d'arnesos a altres empreses, de manera que Batiuk va organitzar una protesta laboral, però va ser destituït del càrrec. En resposta, va intensificar les activitats subversives.
Després d'assabentar-se de l'existència d'un destacament de partisans soviètics en un bosc prop de Nijin, el març de 1942 es va reunir amb el seu comandant, secretari del comitè clandestí de districte de Nosovski del partit Stratilat. Després d'això, els treballadors de la resistència van iniciar una tasca d'agitació i propaganda entre la població.

## Captura i mort
La Gestapo va buscar la resistència de la ciutat i, el 25 d'agost de 1943, Batiuk i la majoria dels membres del Komsomol sota el seu lideratge van ser arrestats. Només un petit grup va poder escapar i es va unir al destacament partisà. La nit del 6 al 7 de setembre, els 26 treballadors antifeixistes arrestats van ser traslladats en dos camions a l'estació de ferrocarril, on els van afusellar davant d'una bomba d'aigua destruïda. Malgrat tot, el 15 de setembre, Nijin va ser alliberada. Els cossos dels executats van ser enterrats en una fossa comuna al cementiri central (Trinity) de Nijin.
Per un decret del Presidium del Soviet Suprem de la Unió Soviètica del 8 de maig de 1965, Batiuk va rebre la condecoració d'Heroi de la Unió Soviètica a títol pòstum. Així mateix, el 5 d'agost d'aquell mateix any, va ser guardonat amb l'Orde de Lenin.